# Торла
Торла (ісп. Torla) — муніципалітет в Іспанії, у складі автономної спільноти Арагон, у провінції Уеска. Населення — 324 особи (2009).
Муніципалітет розташований на відстані близько 390 км на північний схід від Мадрида, 60 км на північний схід від Уески.
На території муніципалітету розташовані такі населені пункти: (дані про населення за 2009 рік)
- Фрахен: 36 осіб
- Лінас-де-Брото: 59 осіб
- Торла: 233 особи

## Демографія
Динаміка населення (INE ):

## Галерея зображень

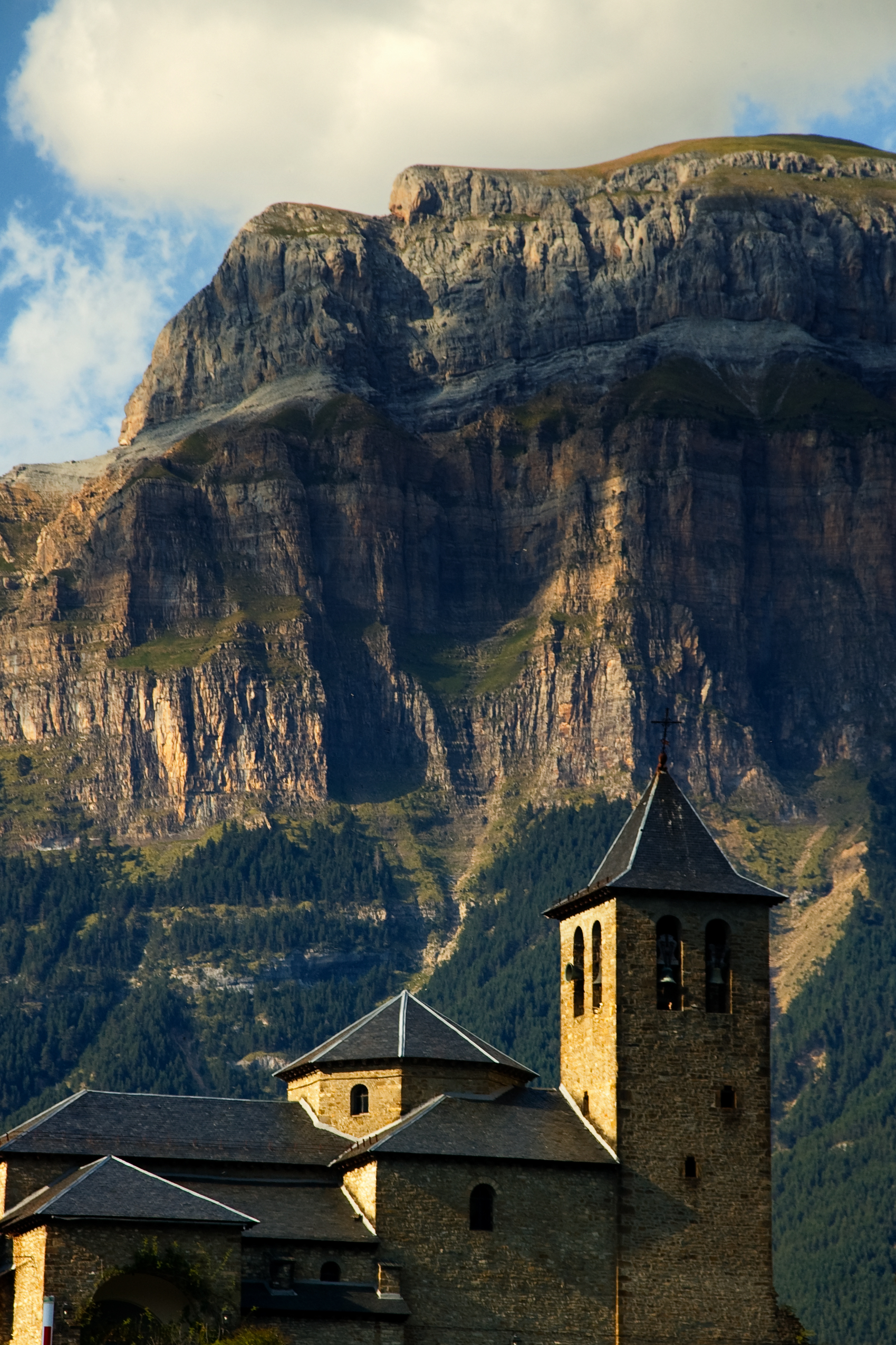
Церква у Торлі
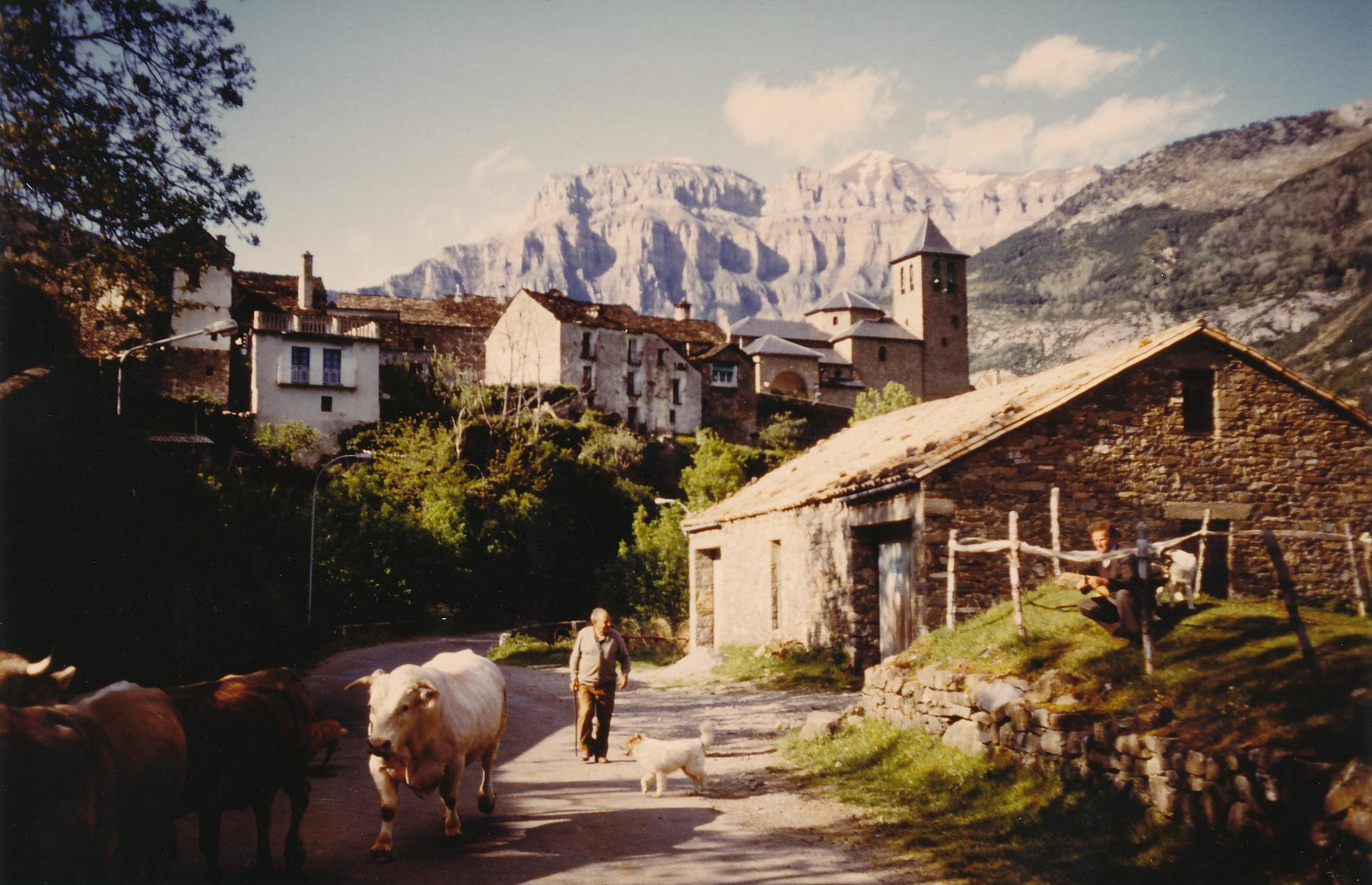
Торла